# Temporada 2023-24 de l'AEC Manlleu
La temporada 2023-24 és la 92a temporada en la història de l'AEC Manlleu (club històric del poble de Manlleu) i la seva 7a temporada consecutiva a la Primera Catalana. El club manlleuenc participa només a la Primera Catalana (sense comptar amistosos).

## Resum de la temporada

### Pretemporada i objectius
Durant la pretemporada, el Manlleu va jugar el seu primer partit contra el Lloret (equip de la Lliga Élit) a fora de casa, el resultat va ser de 4-1, un resultat força enganyós tal com havia jugat l'equip manlleuenc.
El segon partit de la pretemporada va ser contra el CF Torelló (equip de Segona Catalana) al municipal, i el resultat va acabar amb un 1-2 a favor dels pescallunes en un partit força igualat i ben lluïtat de part dels pescallunes.
El tercer partit va ser molt important pel Manlleu, un derbi contra l'UE Vic al municipal on els dos equips jugaven la Copa de la Vila de Manlleu 2023. El Manlleu va jugar d'una forma molt bona i va poder fer la seva revenja de la temporada passada guanyant per 2-0 a l'equip vigatà, un resultat exel·lent pels manlleuencs.
L'objectiu principal del Manlleu és poder ascendir a la Lliga d'Élit 2024-25, cosa que no es va poder aconseguir la temporada passada.

### Temporada
La primera jornada de la Primera Catalana va enfrontar el Manlleu i el Cardedeu el dia 17 de setembre de 2023. El resultat va acabar amb la victòria dels manlleuencs com a local per 1-0 amb gol de Nana al minut 68 que donava tres punts a l'equip manlleuenc per posicionar-se 2n a la primera jornada.
El 23 de setembre, el Manlleu es va enfrontar al Bosc de Tosca a fora de casa. Aquest equip va poder aguantar un 3-3 a la temporada passada. Tot i això, el Manlleu va jugar molt bé i finalment lluïtant i amb un mur a la defensa després de l'expulsió del porter titular (Iván González) al minut 50. Finalment, el Manlleu va marcar el 0-1 al minut 64. L'equip manlleuenc va resistir durant la resta del partit i finalment es va emportar 3 punts molt importants que sumaven per seguir en la lluïta per l'ascens a la Lliga d'Èlit, sumant un total de 6 punts en els dos primers partits de la temporada.

## Plantilla
| N. | Pos. | Nac. | Jugador         |
| -- | ---- | --- | --------------- |
| 1  | POR  | [[Fitxer:Flag of Catalonia.svg\|23x15px\|border \|alt=Catalunya\|link=Selecció de futbol de Catalunya\|{{#if:\|]] | Carlos Zorrilla |
| 13 | POR  | [[Fitxer:Flag of Catalonia.svg\|23x15px\|border \|alt=Catalunya\|link=Selecció de futbol de Catalunya\|{{#if:\|]] | Iván Gonzalez   |
| 4  | DEF  | [[Fitxer:Flag of Catalonia.svg\|23x15px\|border \|alt=Catalunya\|link=Selecció de futbol de Catalunya\|{{#if:\|]] | Isaac Aguilar   |
| 2  | DEF  | [[Fitxer:Flag of Catalonia.svg\|23x15px\|border \|alt=Catalunya\|link=Selecció de futbol de Catalunya\|{{#if:\|]] | Joel Punti      |
| 3  | DEF  | [[Fitxer:Flag of Catalonia.svg\|23x15px\|border \|alt=Catalunya\|link=Selecció de futbol de Catalunya\|{{#if:\|]] | Jordi Costa     |
| 5  | DEF  | [[Fitxer:Flag of Catalonia.svg\|23x15px\|border \|alt=Catalunya\|link=Selecció de futbol de Catalunya\|{{#if:\|]] | Pol Pous        |
| 20 | DEF  | [[Fitxer:Flag of Catalonia.svg\|23x15px\|border \|alt=Catalunya\|link=Selecció de futbol de Catalunya\|{{#if:\|]] | Eveli Noguera   |
| -  | MIG  | [[Fitxer:Flag of Catalonia.svg\|23x15px\|border \|alt=Catalunya\|link=Selecció de futbol de Catalunya\|{{#if:\|]] | Rafael Roger    |
| 18 | MIG  | [[Fitxer:Flag of Catalonia.svg\|23x15px\|border \|alt=Catalunya\|link=Selecció de futbol de Catalunya\|{{#if:\|]] | Aitor Cárdenas  |
| -  | MIG  | [[Fitxer:Flag of Catalonia.svg\|23x15px\|border \|alt=Catalunya\|link=Selecció de futbol de Catalunya\|{{#if:\|]] | Toni Rosell     |

| N. | Pos. | Nac. | Jugador                |
| -- | ---- | --- | ---------------------- |
| -  | MIG  | [[Fitxer:Flag of Catalonia.svg\|23x15px\|border \|alt=Catalunya\|link=Selecció de futbol de Catalunya\|{{#if:\|]] | Marc Collell           |
| 14 | MIG  | [[Fitxer:Flag of Catalonia.svg\|23x15px\|border \|alt=Catalunya\|link=Selecció de futbol de Catalunya\|{{#if:\|]] | Martí Barniol          |
| 15 | MIG  | [[Fitxer:Flag of Catalonia.svg\|23x15px\|border \|alt=Catalunya\|link=Selecció de futbol de Catalunya\|{{#if:\|]] | Oleguer Vila           |
| -  | MIG  | [[Fitxer:Flag of Catalonia.svg\|23x15px\|border \|alt=Catalunya\|link=Selecció de futbol de Catalunya\|{{#if:\|]] | Lluis Martínez         |
| 19 | MIG  | [[Fitxer:Flag of Catalonia.svg\|23x15px\|border \|alt=Catalunya\|link=Selecció de futbol de Catalunya\|{{#if:\|]] | Roger Alsina           |
| 22 | MIG  | [[Fitxer:Flag of Catalonia.svg\|23x15px\|border \|alt=Catalunya\|link=Selecció de futbol de Catalunya\|{{#if:\|]] | Adam Rovira            |
| -  | DAV  | [[Fitxer:Flag of Catalonia.svg\|23x15px\|border \|alt=Catalunya\|link=Selecció de futbol de Catalunya\|{{#if:\|]] | Marc Vilajosana        |
| 10 | DAV  | [[Fitxer:Flag of Catalonia.svg\|23x15px\|border \|alt=Catalunya\|link=Selecció de futbol de Catalunya\|{{#if:\|]] | Martí Soler            |
| -  | DAV  | [[Fitxer:Flag of Catalonia.svg\|23x15px\|border \|alt=Catalunya\|link=Selecció de futbol de Catalunya\|{{#if:\|]] | Alex Darnes            |
| -  | DAV  | [[Fitxer:Flag of Catalonia.svg\|23x15px\|border \|alt=Catalunya\|link=Selecció de futbol de Catalunya\|{{#if:\|]] | Nana Adu               |
| -  | DAV  | [[Fitxer:Flag of Catalonia.svg\|23x15px\|border \|alt=Catalunya\|link=Selecció de futbol de Catalunya\|{{#if:\|]] | Muriata Albiola Quadri |
| 16 | DAV  | [[Fitxer:Flag of Catalonia.svg\|23x15px\|border \|alt=Catalunya\|link=Selecció de futbol de Catalunya\|{{#if:\|]] | Omar Bouloum           |

### Cos tècnic
- Entrenador:  Manel Sala
- Segon entrenador:  Gerard Casanova "Katta"
- Preparador físic i ajudant:  Rubén Pérez
- Entrenador de porters:  Xavier Navarro
- Fisioterapeuta:  Gerard Baulenas
- Delegat d'equip:  Carles Álvarez
- Utiller:  Gustavo
- Cap de Comunicació:  Ramon Anglada